# Bugge Wesseltoft

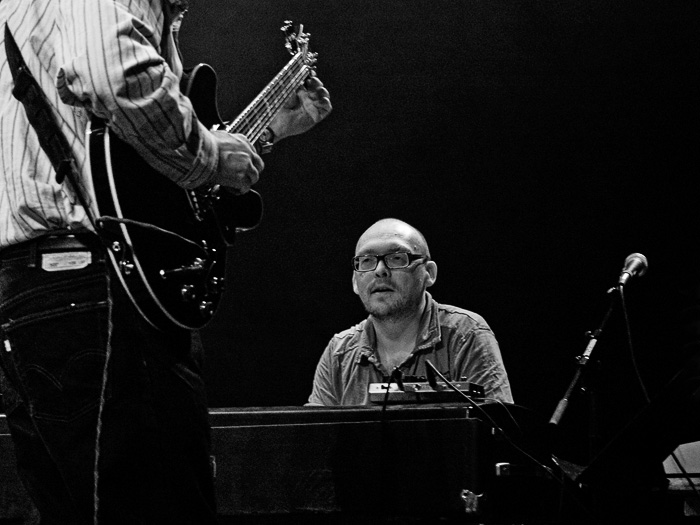
Bugge Wesseltoft (mit John Scofield) beim Moers Festival 2006

Jens Christian Bugge Wesseltoft (* 1. Februar 1964 in Porsgrunn) ist ein norwegischer Jazzmusiker und Pianist.

## Karriere
Wesseltoft begann in einer Punkband, was ihm aber keinen großen Spaß bereitete. Er traf Nils Petter Molvær und sie gründeten ein Jazz-Quartett, dessen Kompositionen Wesseltoft mit seinem Atari ST entlockten Effekten anreicherte. Für die Rhythmus-Erzeugung fehlte ihm noch die Erfahrung. Rückblickend sieht er wegen seines technischen Anfängerwissens seine ersten Alben selbstkritisch.
Wesseltoft gilt als „Mastermind“ einer neuen Generation von Musikern, die klassischen Jazz mit elektronischer Musik verschmelzen. Unter der Firmierung New Conception of Jazz strebt Wesseltoft eine Synthese aus Live-Elektronik und den Mitteln des improvisierten Jazz an. Darüber hinaus widmet er sich aber auch immer wieder dem rein akustischen Klavierspiel. Mit seinem eigenen 1996 gegründeten Musiklabel Jazzland hat er für die norwegische Szene eine Plattform geschaffen, die künstlerische Freiheit abseits des Mainstreams ermöglicht. Er gilt als eine Integrationsfigur der norwegischen Jazzszene und arbeitete u. a. mit Jan Garbarek, Sidsel Endresen, Eivind Aarset und Ingebrigt Håker Flaten zusammen. Auch international ist er anerkannt und kooperierte z. B. mit Henrik Schwarz, Miki N’Doye oder John Scofield. Mit Dan Berglund und Magnus Öström hatte er Erfolge im Trio Rymden.
2004 erhielt er einen Buddyprisen.

## Zitat
Wesseltoft über die norwegische Jazzszene:

„Die hiesige Szene ist sehr offen. Schon in den 80ern gab es starke Verbindungen zwischen der Folk-Szene und dem Jazz. Heute findet ein größerer Austausch zwischen der elektronischen und der Jazz-Szene statt, was ich persönlich viel interessanter finde.“

## Diskografie (Auswahl)
- New Conception of Jazz (1997)
- It’s Snowing on My Piano (1997) (DE: Platin (German Jazz Award))[2]
- Duplex Ride (1998)
- New Conception of Jazz – Sharing (1999)
- Nightsong (1999)
- New Conception of Jazz – Moving (2001)
- Out here, in there mit Sidsel Endresen (2002)
- New Conception of Jazz – Live (2003)
- New Conception of Jazz – Film’ing (2004)
- Im (2007)
- Public Outburst feat. Laurent Garnier, Philippe Nadaud & Benjamin Rippert (2007)
- Playing (2009)
- Wesseltoft Schwarz Duo mit Henrik Schwarz (2011)
- Songs (2012)
- Last Spring mit Henning Kraggerud (2012)
- Trialogue mit Henrik Schwarz und Dan Berglund (2014)
- Bugge & Friends (2015), mit Erik Truffaz, Ilhan Ersahin, Joe Claussell, Marius Reksjø, Erik Holm, Andreas Bye sowie Beate S. Lech und Torun Eriksen
- Everybody Loves Angels (2017)
- It’s Snowing on My Piano (2018)
- Rymden: Space Sailors (Jazzland, 2020), mit Dan Berglund, Magnus Öström
- Wesseltoft Schwarz Duo II mit Henrik Schwarz (2022)
- Amame mit Mari Boine (2023)
- Am Are (2025)